# Distance over Time
Distance over Time — четырнадцатый студийный альбом американской прогрессивной металлической группы Dream Theater, выпущенный 22 февраля 2019 года на лейбле Inside Out Music. Distance over Time был объявлен вместе с туром по Северной Америке, где Dream Theater выступят в поддержку нового альбома и отметят 20-летие своего пятого студийного альбома Metropolis Pt. 2: Scenes from a Memory (1999). 7 декабря 2018 года вышел сингл «Untethered Angel» и музыкальное видео на него. Второй сингл «Fall into the Light» был выпущен 11 января 2019 года. Третий сингл «Paralyzed» и сопровождающее его видео были выпущены 8 февраля 2019 года.

## Об альбоме
В музыкальном плане Dream Theater решили создать «плотный и сфокусированный» альбом с более тяжелым звучанием, чем их предыдущий альбом, The Astonishing (2016). «At Wit’s End» была первой написанной композицией, а процесс написания всего альбома занял 18 дней. Группа сравнила скорость и стиль написания Distance over Time с теми, что использовались в альбоме 2003 года Train of Thought. Dream Theater записали альбом в студии в Монтиселло, Нью-Йорк. Продолжительность звучания составляет 57 минут, не считая бонус-трека. Это первый студийный альбом Dream Theater со сроком звучания менее одного часа со времени Images and Words в 1992 году и самый короткий со времени дебюта группы в 1989 году When Dream and Day Unite. Это первый студийный альбом Dream Theater, в котором есть песня с текстами, написанными Майком Манджини.

## Реакция
| Совокупная оценка    | Совокупная оценка |
| Источник             | Оценка            |
| -------------------- | ----------------- |
| Metacritic           | 82/100            |
| Оценки критиков      |                   |
| Источник             | Оценка            |
| AllMusic             | [ 14 ]            |
| Classic Rock         | [ 15 ]            |
| Consequence of Sound | A-                |
| Distorted Sound      | [ 17 ]            |
| Exclaim!             | 8/10              |
| Metal Hammer         | Положительно      |
| Wall of Sound        | 7.5/10            |
| RockNLoad            | [ 21 ]            |

Альбом Distance over Time получил средний балл 82/100 на Metacritic, что указывает на «всеобщее признание». В рецензии для AllMusic Том Джурек высоко оценил альбом как подтверждение индивидуальности Dream Theater и оценил его степень «свежести» и энергии. Consequence of Sound положительно оценила Distance over Time, утверждая: «Называть упорядоченным альбом, рассчитанный на 1 час, может показаться странным, но это именно то, что как Distance over Time ощущается по сравнению с последним альбомом Dream Theater, опусом из 34 песен с двумя часами и десятью минутами 2016 года The Astonishing. Хотя на этот раз длина, конечно, короче, обширные аранжировки Dream Theater и сложное написание песен не были сокращены на их 14-м студийном альбоме.» Kerrang! написали: «Не жертвуя ни одной из своих отличительных черт, это Dream Theater в их наиболее доступном виде, и они ничего не теряют.»
В день его выхода альбом Distance over Time занял первое место в списке 100 лучших альбомов iTunes. Loudwire включили альбом в список 50 лучших метал-альбомов года.

## Список композиций
Вся музыка написана Джоном Петруччи, Джоном Маянгом, Джорданом Рудессом и Майком Манджини.
| №                   | Название              | Текст песни         | Длительность |
| ------------------- | --------------------- | ------------------- | ------------ |
| 1.                  | «Untethered Angel»    | Петруччи            | 6:14         |
| 2.                  | «Paralyzed»           | Петруччи            | 4:17         |
| 3.                  | «Fall into the Light» | Маянг, Петруччи     | 7:04         |
| 4.                  | «Barstool Warrior»    | Петруччи            | 6:43         |
| 5.                  | «Room 137»            | Манджини            | 4:23         |
| 6.                  | «S2N»                 | Петруччи, Маянг     | 6:21         |
| 7.                  | «At Wit's End»        | ЛаБри               | 9:20         |
| 8.                  | «Out of Reach»        | ЛаБри               | 4:04         |
| 9.                  | «Pale Blue Dot»       | Петруччи            | 8:25         |
| Общая длительность: | Общая длительность:   | Общая длительность: | 56:57        |

| №                   | Название            | Текст песни         | Длительность |
| ------------------- | ------------------- | ------------------- | ------------ |
| 10.                 | «Viper King»        | LaBrie              | 4:00         |
| Общая длительность: | Общая длительность: | Общая длительность: | 60:57        |

## Участники записи
Dream Theater
- Джеймс ЛаБри — вокал
- Джон Петруччи — гитара, акустическая гитара, автор текстов, продюсер
- Джордан Рудесс — клавишные, электрическое фортепиано
- Джон Маянг — бас-гитара
- Майк Манджини — ударные, перкуссия

Производство
- Джеймс «Джимми Т» Меслин — запись
- Ричард Чики — запись вокала, дополнительное производство вокала
- Бен Гросс — сведение
- Том Бейкер — мастеринг
- Хью Сайм — арт-дирекшн, иллюстрации и дизайн
- Марк Марьянович — фотография

## Чарты
| Чарт (2019)                         | Пиковая позиция |
| ----------------------------------- | --------------- |
| Австралия (ARIA)                    | 10              |
| Австрия (Ö3 Austria)                | 5               |
| Бельгия/Фландрия (Ultratop)         | 8               |
| Бельгия/Валлония (Ultratop)         | 8               |
| Испания (PROMUSICAE)                | 6               |
| Чехия (ČNS IFPI)                    | 9               |
| Канада (Canadian Albums Chart)      | 12              |
| Дания (Hitlisten)                   | 4               |
| Нидерланды (Album Top 100)          | 3               |
| Финляндия (Suomen virallinen lista) | 4               |
| Франция (SNEP)                      | 16              |
| Германия (Offizielle Top 100)       | 1               |
| Венгрия (MAHASZ)                    | 5               |
| Италия (FIMI)                       | 4               |
| Япония (Oricon)                     | 10              |
| Норвегия (VG-lista)                 | 3               |
| Польша (ZPAV)                       | 10              |
| Португалия (AFP)                    | 4               |
| Шотландия (Scottish Albums Chart)   | 4               |
| Швеция (Sverigetopplistan)          | 4               |
| Швейцария (Schweizer Hitparade)     | 1               |
| Великобритания (UK Albums Chart)    | 12              |
| США (Billboard 200)                 | 24              |

| Чарт (2019)                     | Позиция |
| ------------------------------- | ------- |
| Швейцария (Schweizer Hitparade) | 99      |